# 신 (영화)
영화 제작에 있어서, 신(영어: scene) 또는 장면(場面)은 영화 속 완전한 하나의 사건을 반영하는 영화의 기본 구성 단위이다. 한 신은 통상적으로 한 장소에서 같은 시간에 일어나며, 전투신, 러브신, 누드신 등 고유의 명칭을 가지기도 한다. 서로 다른 장소에 있는 두 등장인물 사이의 통화와 같이 대본상으로 두 신으로 나누어지지만 영화에서 한 신으로 정의하는 경우도 존재한다.:"scene" 기록된 영상 작품에서 편집이 가능하기 때문에, 일반적으로 무대 작품에서의 신에 비해 짧아지는 경향이 있다. 신은 하나 또는 일련의 숏으로 이루어지며, 통상적으로 여러 신이 하나의 시퀀스를 구성한다.:"scene"

## 같이 보기
- 장면과 시퀄